# Platengymnasiet

Platengymnasiet, tidigare Platenskolan, är en av två gymnasieskolor i Motala kommun och riksidrottsgymnasium med riksintag för  triathlon och segling.

## Historia
Skolan startade under 1960-talet men då som ett tekniskt gymnasium och under namnet Platenskolan.
I och med att skolan renoverades och Vätternskolan flyttade in i  Platenskolans lokaler 2005 skedde ett namnbyte till Platengymnasiet.

## Gymnasieprogram
Platengymnasiet erbjöd  2019 följande gymnasieprogram:
- Ekonomiprogrammet (EK)
- Naturvetenskapsprogrammet (NA)
- Samhällsvetenskapsprogrammet (SA)
- Teknikprogrammet (TE)
- Gymnasiesärskolan

Innan 2013 fanns även Barn- och fritidsprogrammet (BF) och Estetiska programmet (ES) på gymnasiet. Den sista estet-klassen gick ut 2014, innan programmet lades ned. Barn- och fritidprogrammet flyttades till Carlsund Utbildningscentrum. Innan läsår 2019 fanns även Humanistiska programmet på Platengymnasiet. På grund av lågt sökintresse avvecklades programmet.

## Traditioner

### Draget
Varje höst sedan 1972 har de elever som går tredje året på natur- och samhällsprogrammet en traditionsenlig dragkamp över Göta kanal.

## Kända elever som studerat vid skolan
- Alexander Bard - Kulturpersonlighet
- Gunilla Carlsson - Politiker
- Claes de Faire - Journalist
- Elisabeth Massi Fritz - Advokat
- Tobias Hübinette - Forskare
- Niklas Orrenius - Journalist
- Lars Stjernqvist - Politiker
- Johan Wibergh - Näringslivsprofil
- Ing-Marie Wieselgren -  Psykiatriker
- Fredrik Virtanen - Journalist
- Andrea Eriksson - Operasångare